# West Mayfield
West Mayfield è una borough degli Stati Uniti d'America, nella contea di Beaver nello Stato della Pennsylvania. Secondo il censimento del 2000 la popolazione è di 1.187 abitanti.

## Società

### Evoluzione demografica
La composizione etnica vede una prevalenza della razza bianca (97,14%) seguita da quella afroamericana (2,02%), dati del 2000.
| borough di West Mayfield Popolazione |       |
| 2000                                 | 1.187 |
| Stima al 2009                        | 1.071 |